# Galium acuminatum
Galium acuminatum là một loài thực vật có hoa trong họ Thiến thảo. Loài này được Ball mô tả khoa học đầu tiên năm 1873.